# Kelsang Dhondup
Ne doit pas être confondu avec K. Dhondup.
Pour les articles homonymes, voir Dhondup.
Kelsang Dhondup (né en juillet 1957) est un joueur de football tibétain, entraîneur de l’équipe du Tibet de football et secrétaire général de l’Association nationale de football tibétaine.